# Geum rossii
Geum rossii — вид трав'янистих рослин роду гребінник (Geum) родини розові (Rosaceae), поширений на півночі й заході Північної Америки й на північному сході Азії.

## Опис
Стебла 4–28 см, голі або пухнасті, волосся до 1 мм. Листя: базальне 3–13 см, пластини перисті, основних листових фрагментів 13–26, кінцевий фрагмент трохи більший, ніж основні бокові; стеблове листя 0.7–2 см, пластини приквіткоподібні, чергові, прості. Суцвіття 1–3(4)-квіткові. Квітоніжки шерстяні, іноді залозисті. Квітки підняті; чашолистки підняті чи піднято-розлогі, 3–10 мм; пелюстки розлогі, жовті, від зворотнояйцеподібних до приблизно сферичних, 5–12(17) мм, довші, ніж чашолистки.

## Поширення
Північна Америка: Ґренландія, Канада, США; Азія: Далекий Схід Росії. Населяє альпійську й арктичну тундру, скелясті схили, часто в гравійних чи торфових ґрунтах; 0–4000 м.

## Галерея

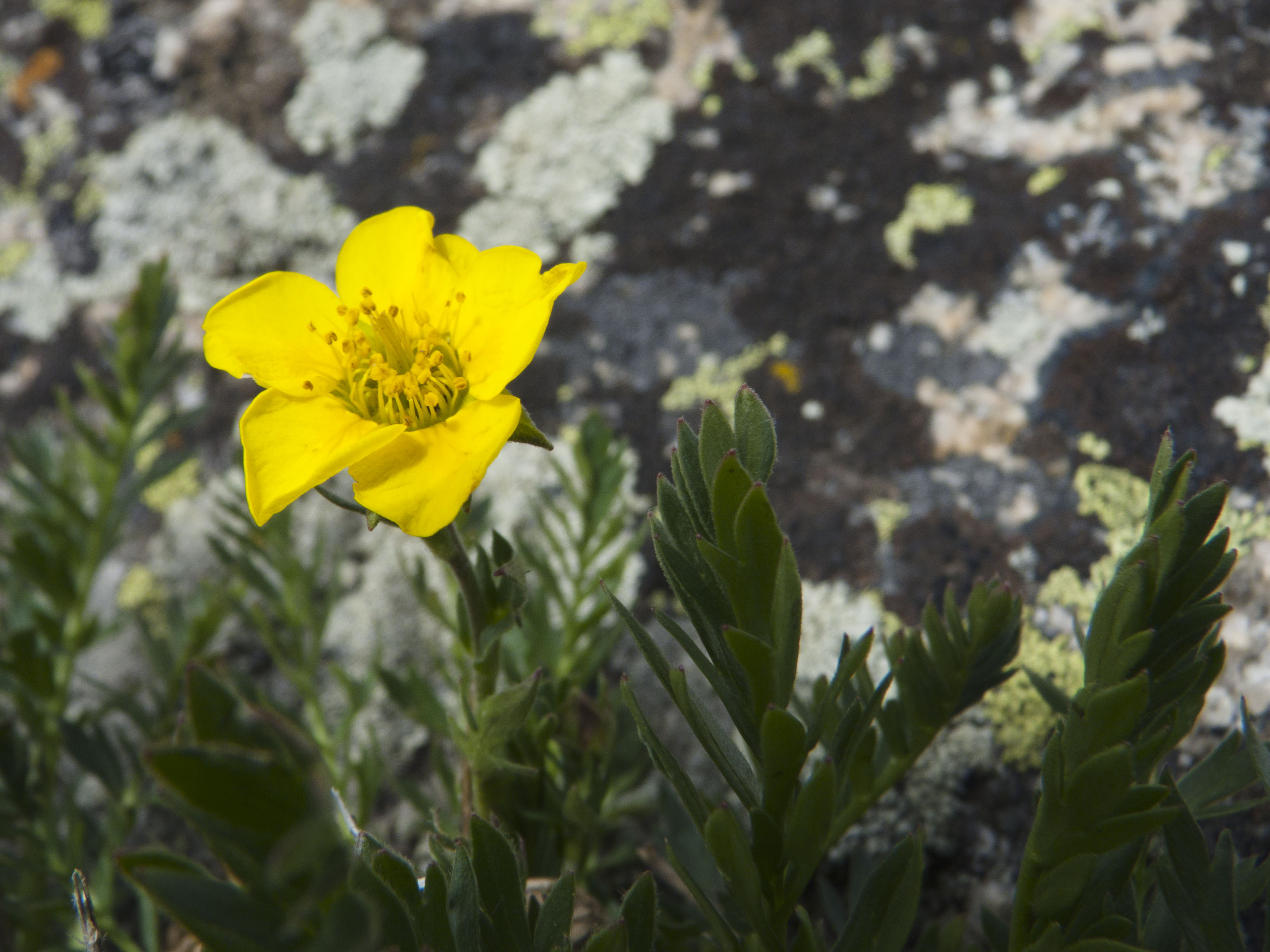
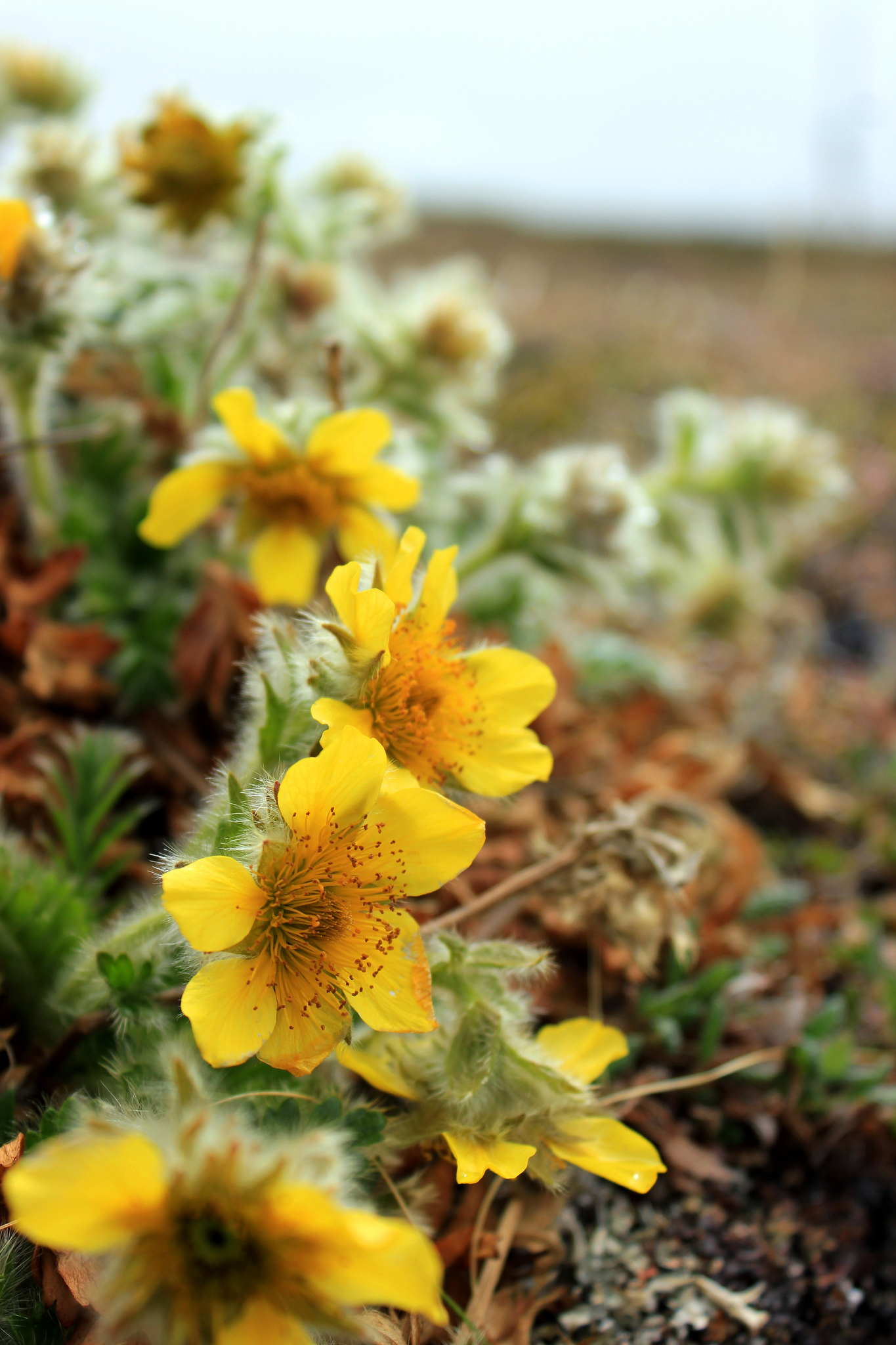